# Proteuxoa cryphaea
Proteuxoa cryphaea là một loài bướm đêm thuộc họ Noctuidae. Nó được tìm thấy ở New South Wales và Victoria.